# Троицкая церковь (Внуково)
Троицкая церковь (Церковь Троицы животворящей) — храм XIX века в селе Внуково Дмитровского района Московской области. Приходской храм Дмитровского благочиния Русской православной церкви.

## История
В 1534 году село Внуково (Елпатьевское тоже по названию церкви) принадлежало Калязинскому Свято-Троицкому Макарьевому монастырю. Село было подарено монастырю князем Юрием Ивановичем, которое было выкуплено им у Болотниковых.
В селе располагалась Епатьевская церковь (Ипатий Чудотворец). Во время Смутного времени церковь была разрушена, т. к. по Писцовому описанию 1627/29 года Внуково числится деревней. Только в 1633 году строится заново церковь Евпатия.
В 1877 году каменная церковь была заложена на месте бывшей деревянной церкви 1756 года по проекту архитектора И. П. Петрова. Сначала были возведены трапезная с колокольней, которые были закончены в 1883 году. В 1884 году начато возведение основного крупного пятиглавого здания, которое было закончено в 1893 году.
Закрыта в 1930-х годах. Пустующее здание церкви было отдано колхозу «Колос». В 1975 году церковь составили паспорт "научного учёта". В 1997 году была передана РПЦ.
В 2000 году было принято решение о создании при внуковской церкви подворья Александр-Невского женского монастыря при селе Маклаково Талдомского района. В 2011 году внуковская церковь вновь была преобразована в приходскую.

## Архитектура
Основное кубическое здание храма с закомарами, на крыше с кокошниками расположены на барабанах пять луковичных глав. К зданию примыкает трапезная, соединяющая его с четырёхъярусной колокольней. На колокольне высокая восьмигранная крыша с кокошниками на которой расположена малая главка. 
Два придела: Ипатьевский и Макарьевский.

## Настоятели
- протоиерей В. Н. Шилин